# Saverio La Ruina

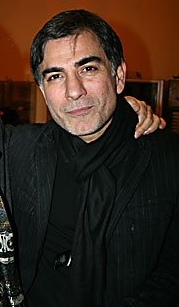
Saverio La Ruina

Saverio La Ruina (Castrovillari, ...) è un attore, drammaturgo e regista teatrale italiano.

## Biografia
Diplomato alla Scuola di Teatro di Bologna, prosegue la sua formazione con Jerzy Stuhr e lavora con Leo De Berardinis e Claudio Remondi e Riccardo Caporossi.
Nel 1992 con Dario De Luca fonda a Castrovillari la compagnia Scena Verticale. Fin da subito, la compagnia si impegna a portare il teatro nella città avviando numerosi laboratori rivolti agli studenti. 
Dal 1999 è direttore artistico, con Dario De Luca, di Primavera dei Teatri, festival sui nuovi linguaggi della scena contemporanea.
Nelle edizioni 1999 e 2000 della Biennale di Venezia è selezionato tra i giovani registi negli atelier di regia curati da Eimuntas Nekrošius.
Nel 2001 vince, con Scena Verticale, il Premio Bartolucci per una realtà nuova e nel 2003 il Premio della Critica Teatrale assegnato dall'Associazione Nazionale dei Critici Teatrali.
Nel 2006 con Dissonorata. Un delitto d'onore in Calabria debutta al Festival Bella Ciao diretto da Ascanio Celestini.
Nel 2007 con Dissonorata vince due Premi Ubu come Migliore attore e per il Migliore nuovo testo italiano.
Nel 2009 il festival Primavera dei Teatri vince il Premio Ubu Speciale.
Nel 2009 con La Borto debutta al Teatro India di Roma.
Nel 2010 con La Borto vince il Premio Ubu per il Migliore nuovo testo italiano, oltre a ricevere una nomination come Migliore attore.
Nel 2010 con Dissonorata e La Borto vince il Premio Hystrio alla Drammaturgia.
Nel 2011 con Italianesi debutta al Teatro India di Roma.
Nel 2012 con Italianesi vince il Premio Ubu come Migliore attore, oltre ad ottenere una nomination per il Migliore nuovo testo italiano.
Nel 2015 con Polvere. Dialogo tra uomo e donna debutta al Teatro Elfo Puccini di Milano.
Nel 2015 con Polvere. Dialogo tra uomo e donna riceve due Premi Enriquez: come migliore attore e per la migliore drammaturgia. 
Sempre nel 2015 riceve il Premio "Lo Straniero" dell’omonima rivista diretta da Goffredo Fofi e il Premio Annibale Ruccello alla drammaturgia.
Nel 2016 debutta con Masculu e fìammina al Piccolo Teatro di Milano.
Nel 2017 con Masculu e fìammina ottiene una nomination al Premio Le Maschere del Teatro Italiano come Miglior interprete di monologo.
Nel 2019 debutta a Romaeuropa Festival Mario e Saleh che si evolve in forma metateatrale nel successivo Saverio e Chadli vs Mario e Saleh che debutta nel 2021 al Teatro Menotti di Milano.
Nel 2022 con Via del Popolo debutta al Teatro Menotti di Milano.
Nel 2023 con Via del Popolo vince il Premio Ubu per il Migliore nuovo testo italiano e ottiene una nomination al Premio Le Maschere del Teatro Italiano come Migliore novità italiana.
Nel 2024, con il suo primo film, il documentario Italianesi che tratta lo stesso argomento dell’omonimo spettacolo teatrale, vince come Miglior Film Reflecting Albania alla 22 edizione del TIFF Tirana International Film Festival. 

## Teatro
- 1984 Amleto di William Shakespeare. Regia, scene e costumi di Leo de Berardinis
- 1996 La stanza della memoria (segnalato al Premio Nazionale Teatrale "Città di Reggio Calabria 1996" presieduto da Ugo Ronfani)
- 1998 de-viados
- 2000 Hardore di Otello
- 2002 Amleto ovvero Cara mammina
- 2004 Kitsch Hamlet (segnalato nel 2005 al Premio Ugo Betti)
- 2006 Dissonorata. Delitto d'onore in Calabria (vincitore di due Premi UBU 2007 e del Premio Hystrio 2010)
- 2009 La Borto (vincitore del Premio UBU 2010 e del Premio Hystrio 2010)
- 2011 Italianesi (vincitore del Premio UBU 2012)
- 2015 Polvere (vincitore di due Premi Enriquez, del Premio Lo Straniero e del Premio Annibale Ruccello)
- 2016 Masculu e Fìammina (nomination al Premio Le Maschere del Teatro Italiano come miglior interprete di monologo)
- 2019 Mario e Saleh che si evolve in forma metateatrale nel successivo Saverio e Chadli vs Mario e Saleh del 2021.
- 2022 Via del Popolo (vincitore del Premio UBU 2023)

### Altre opere di Scena Verticale
- 2006 Elettra. Tre variazioni sul mito
- 2007 Luigi Sturzo. Le tre male bestie
- 2009 U Tingiutu. Un Aiace di Calabria (finalista nel 2009 al Premio Riccione per il Teatro)
- 2012 Morir sì giovane e in andropausa
- 2014 Va pensiero che io ancora ti copro le spalle
- 2016 Il Vangelo secondo Antonio
- 2018 Il diario di Adamo ed Eva

## Filmografia
- 1998 - Buck e il braccialetto magico, regia di Tonino Ricci
- 2002 - Era una notte (corto), regia di Giuseppe Gagliardi
- 2002 - Caino (corto), regia di Claudio Giovannesi
- 2006 - La vera leggenda di Tony Vilar, regia di Giuseppe Gagliardi
- 2008 - Il pugile e la ballerina, regia di Francesco Suriano
- 2014 - Scale Model, regia di Fabrizio Nucci e Nicola Rovito
- 2015 - Memorie di un viaggiatore, regia di Antonio Romagnoli
- 2020 - Polvere, regia di Antonio Romagnoli

## Premi e riconoscimenti
- Premio Ubu
  - 2006/2007: Migliore attore e Migliore nuovo testo italiano per Dissonorata
  - 2009/2010: Migliore nuovo testo italiano per La Borto
  - 2011/2012: Migliore attore per Italianesi
  - 2022/2023: Migliore nuovo testo italiano per Via del Popolo